# Teatro Nacional de Drama Ivan Franko

## Placa

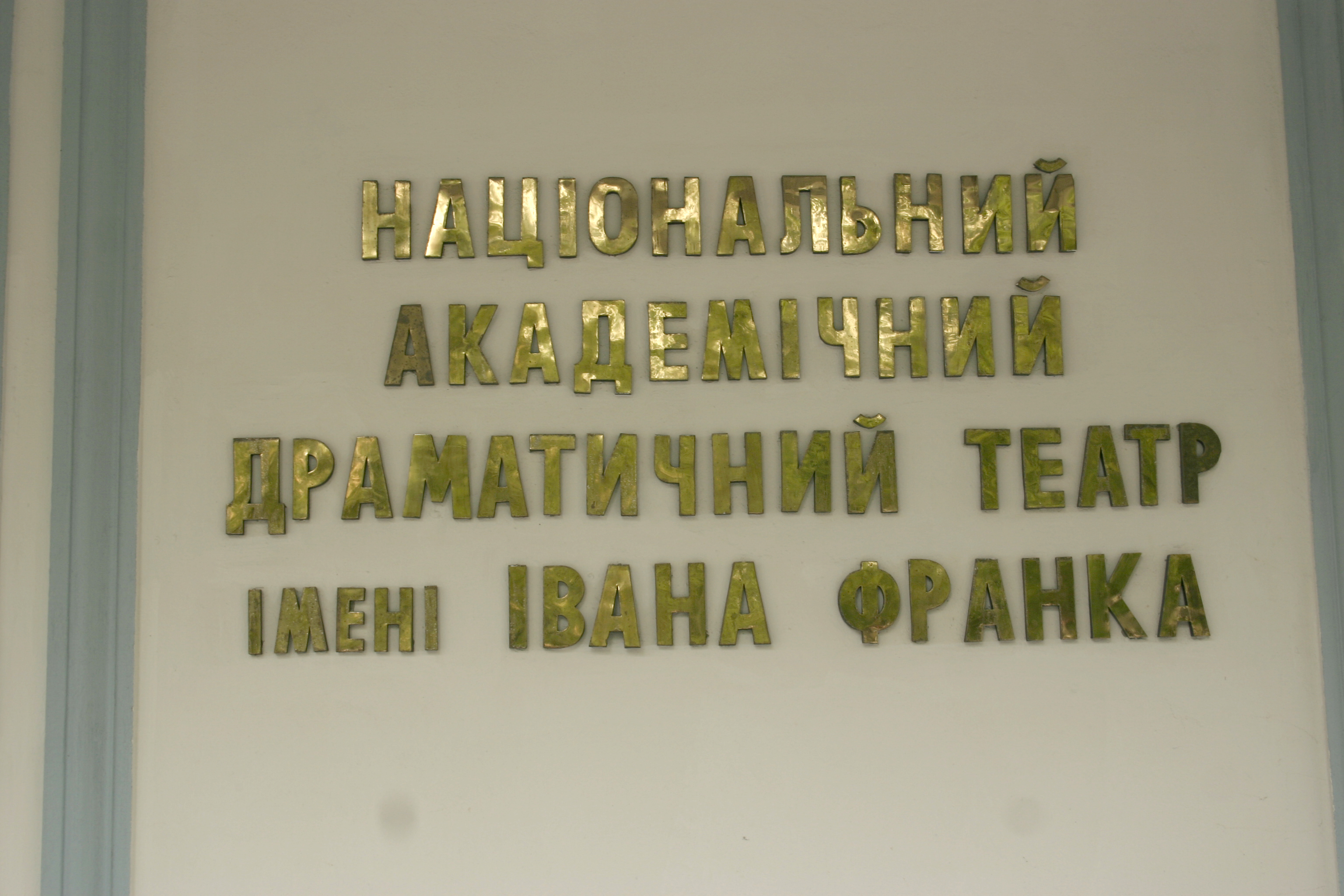
Placa com o nome oficial do teatro

O Teatro Académico Nacional de Drama "Ivan Franko", como seu nome oficial traduzido literalmente, está localizado em Pechersk Raion, na Praça Ivan Franko n.º 3, no centro de Kiev.

## História
Em 1940, o teatro recebeu o título honorário de Teatro Académico.
De 1959 a 1960 foi aumentado para três andares. A inauguração do teatro ocorreu no dia 28 de janeiro de 1920. O teatro leva o nome do escritor e crítico literário ucraniano Ivan Franko desde 1926.